# CADASIL
CADASIL o la síndrome CADASIL (de l'anglès cerebral autosomal dominant arteriopathy with subcortical infarcts and leukoencephalopathy, arteriopatia autosòmica dominant cerebral amb infarts subcorticals i leucoencefalopatia) és la forma més comuna de malaltia cerebrovascular hereditària. És causada per mutacions en el gen NOTCH3, en el cromosoma 19. Forma part d'una família de malalties anomenades leucodistròfies.
La clínica més freqüent inclou migranya i accidents isquèmics transitoris o ictus. Generalment, es presenta al voltant de 40-50 anys d'edat, malgrat que la ressonància magnètica és capaç de detectar-ne signes precoçment.
CADASIL va ser identificada i batejada per les investigadores franceses Marie-Germaine Bousser i Elisabeth Tournier-Lasserve als anys 1990, fet que les va fer mereixedores del Premi Brain el 2019, juntament amb Hugues Chabriat i amb Anne Joutel.